# Organisationsgrad
Der Organisationsgrad ist in der Betriebswirtschaftslehre und Organisationstheorie eine betriebswirtschaftliche Kennzahl, welche die „Organisiertheit“ einer Organisation wiedergibt. Vom Organisationsgrad wird auch bei Arbeitnehmern im Verhältnis zu ihren Gewerkschaften und bei Arbeitgebern im Verhältnis zu ihren Arbeitgeberverbänden gesprochen.

## Allgemeines
Zu den Organisationen gehören Behörden, Institutionen, Personenvereinigungen wie Unternehmen sowie Märkte, Kollegialorgane wie Aufsichtsrat, Regierung, Vorstand oder auch Organisationseinheiten wie Abteilungen, Geschäftsbereiche oder Teams. Der Organisationsgrad reflektiert die Intensität, mit dem das Verhalten von Organisationsmitgliedern durch Gesetze, Normen, Regeln oder Vorschriften reglementiert wird. Er hängt ab von der Wiederholbarkeit und Planbarkeit der zu erfüllenden Aufgaben sowie von den Fähigkeiten der zu ihrer Erfüllung eingesetzten Aufgabenträger (Mitarbeiter und Ressourcen).
Der Organisationsgrad kann auch definiert werden als „Anteil der Mitglieder von Interessenorganisationen an denjenigen, deren Interessen vertreten werden sollen.“

## Ermittlung
Der Organisationsgrad {\displaystyle O} ist das Verhältnis der tatsächlich vorhandenen Organisation {\displaystyle O_{t}} zur theoretisch optimalen Organisation {\displaystyle O_{o}}:
{\displaystyle O={\frac {O_{t}}{O_{o}}}}.
Je mehr die tatsächlich vorhandene Organisation der optimalen Organisation angenähert ist, umso höher ist der Organisationsgrad.
Speziell in der Organisationstheorie wird beim Organisationsgrad zwischen Unterorganisation (auch Desorganisation; {\displaystyle U}) und Überorganisation ({\displaystyle {\text{Ü}}}) unterschieden. Unterorganisation liegt vor, wenn
{\displaystyle U=O_{t}<100\,\%},
mithin die tatsächlich vorhandene Organisation geringer ist als die optimale. Umgekehrt verhält es sich bei der Überorganisation,
{\displaystyle {\text{Ü}}=O_{t}>100\,\%},
die assoziativ mit dem Begriff Bürokratie verbunden ist. Als Überorganisation wird ein meist überaus formular-, vordruck- und vorschriftenreicher Zustand der Organisation eines Unternehmens als Folge der Gestaltung der Organisationsstruktur verstanden, die mehr Personal und Organisationsmittel bindet als ökonomisch optimal wäre.
Zwischen Über- und Unterorganisation liegt ein Optimum-Wert, den es zu erreichen gilt. Er ist die jeweils ideale Mischung aus speziellen und allgemeinen Regelungen in einer Organisation.

## Arten
Organisationsgrade können gemessen werden bei Organisationen jeder Art, insbesondere:
- Marktgewerbe: Je mehr allgemeine Märkte durch spezifische Marktordnungen reguliert sind, umso höher ist ihr Organisationsgrad. Besonders reguliert sind:
  - Messen (§ 64 GewO),
  - Ausstellungen (§ 65 GewO),
  - Großmärkte (§ 66 GewO),
  - Wochenmärkte (§ 67 GewO),
  - Spezialmärkte (§ 68 Abs. 1 GewO) und
  - Jahrmärkte (§ 68 Abs. 2 GewO).

Sie alle erlassen regionale Marktordnungen, die vor allem das Marktverhalten und die Öffnungszeiten durch eine Marktordnung vorschreiben.
- Börsen (Wertpapierbörsen, Warenbörsen, Energiebörsen) weisen wegen gesetzlicher Vorgaben (Börsenaufsicht, Börsengesetz, Börsenordnungen) allgemein einen sehr hohen Organisationsgrad auf.
  - Der organisierte Markt hat an Wertpapierbörsen den höchsten Organisationsgrad und unterteilt sich in die Marktsegmente geregelter Markt und regulierter Markt (§ 2 Abs. 7 WpÜG bzw. Art. 4 Abs. 1 Nr. 21 Verordnung (EU) Nr. 65/2014 Richtlinie 2004/65/EG des Europäischen Parlaments und des Rates vom 15. Mai 2014 über Märkte für Finanzinstrumente).
  - Der Freiverkehr weist den geringsten Organisationsgrad auf.

Organisationsgrade beziehen sich hier auf die Anforderungen an die Zulassung und Börsennotierung von Effekten.
- Der außerbörsliche Handel, bei welchem die Marktteilnehmer direkt ohne Vermittlung der Börsen aufeinandertreffen, besitzt einen relativ niedrigen Organisationsgrad.
- Unternehmen: Der Organisationsgrad wird insbesondere beeinflusst durch Gliederung der Aufbau- und Ablauforganisation, Detaillierung der Arbeits- und Dienstanweisungen, Anzahl der Instanzenwege, Lean Administration, Lean Management oder Lean Production.

## Arbeitgeberverbände und Gewerkschaften
Vom Organisationsgrad wird auch gesprochen, wenn der Anteil der in einem Unternehmen beschäftigten Gewerkschaftsmitglieder an der Gesamtzahl der Arbeitnehmer gemeint ist oder der Anteil der Mitglieder eines Arbeitgeberverbands an allen Unternehmen des betreffenden Wirtschaftszweigs. Während der Organisationsgrad der Arbeitnehmer in der Automobilindustrie relativ hoch ist (bei Volkswagen 95 %), liegt er allgemein bei 15 %. Der Organisationsgrad der Unternehmer ist in Europa im Vergleich zu den Gewerkschaften stabiler und mehr als doppelt so hoch.
International liegt der Organisationsgrad deutscher Arbeitnehmer, die Gewerkschaftsmitglieder sind, im Mittelfeld:
| Staat                  | Organisations- grad in Gewerkschaften (in %) |
| ---------------------- | -------------------------------------------- |
| Dänemark               | 69                                           |
| Norwegen               | 62                                           |
| Schweden               | 51                                           |
| Österreich             | 24                                           |
| Vereinigtes Königreich | 21                                           |
| Schweiz                | 17                                           |
| Deutschland            | 15                                           |
| Vereinigte Staaten     | 14                                           |
| Spanien                | 13                                           |
| Polen                  | 08                                           |
| Frankreich             | 06                                           |
| Ungarn                 | 04                                           |

In Skandinavien ist der Organisationsgrad traditionell am höchsten, in den Ostblockstaaten und in Frankreich liegt er sehr niedrig. Allgemein ist der Organisationsgrad in Deutschland sehr gering, doch im Einzelfall kann sich ein anderes Bild ergeben. Bei Berufsgruppen mit einer sehr geringen Anzahl von Beschäftigten (beispielsweise bei Lokführern und Piloten) ist in Deutschland der Organisationsgrad sehr hoch (Lokführergewerkschaft für die nicht beamteten Lokführer bei 70 %, Vereinigung Cockpit für Piloten über 80 %). Je höher der Organisationsgrad einer Gewerkschaft ist, umso stärkere Verhandlungsmacht hat sie bei Tarifverhandlungen; Streiks können dann zu Betriebsunterbrechungen führen.